# Richard Realf

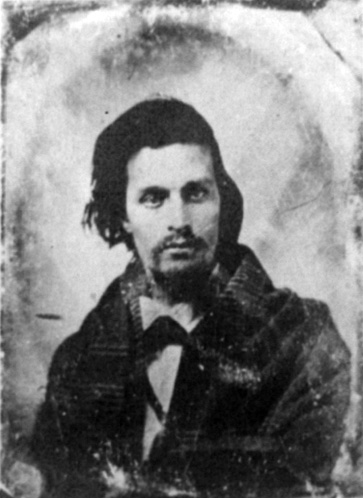
Richard Realf

Richard Realf (ur. 14 czerwca 1832 we Framfield, East Sussex w Anglii , zm. 28 października 1878) – amerykański poeta.

## Życiorys
W wieku 18 lat opublikował tomik Guesses at the Beautiful, który przyciągnął uwagę znanych literatów, w tym Geralda Masseya i Elizy Cook. W 1855 popłynął za ocean i przybył do Nowego Jorku. W rok później wyjechał do Kansas. Dołączył do grupy radykalnych przeciwników niewolnictwa, gotowych zbrojnie walczyć o zniesienie tego ustroju społecznego. Należał do oddziału Johna Browna. Wyjechał jednak do Anglii przed jego rozbiciem. Przez trzy miesiące studiował w kolegium jezuickim, potem na dwa lata zniknął z pola widzenia. W 1865, służąc jeszcze w amerykańskiej armii, ożenił się z Sophie Emery Graves. Po powrocie pod sztandary prowadził z nią ożywioną korespondencję. Najwyraźniej zamierzał do niej wrócić. Zaangażował się jednak w romans i nigdy jej już nie zobaczył. W 1867 ożenił się z Catherine Cassidy z Rochester. Małżonkowie od początku nie pasowali do siebie i związek zakończył się rozstaniem. Realf przybył do Pittsburgha, gdzie przez kilka lat wydawał pismo Commercial. Sprowadził z Anglii rodzinę. Związał się z Lizzie Whappen, z którą miał czworo dzieci. 28 października 1878 popełnił samobójstwo, zażywając truciznę. 
Do najbardziej znanych utworów poety należy wiersz Indirection:
Fair are the flowers and the children, but their subtle suggestion is fairer;
Rare is the roseburst of dawn, but the secret that clasps it is rarer;
Sweet the exultance of song, but the strain that precedes it is sweeter;
And never was poem yet writ, but the meaning outmastered the metre.